# Cricosaurus
Cricosaurus è un genere di rettili crocodilomorfi estinto, appartenente ai talattosuchi. Visse tra il Giurassico superiore e il Cretaceo inferiore (Oxfordiano - Valanginiano, circa 160 - 137 milioni di anni fa) e i suoi resti fossili sono stati ritrovati in Europa, Sudamerica e Nordamerica.

## Descrizione
Questo animale era un coccodrillo marino di medie dimensioni, lungo fino a tre metri, dal corpo snello e slanciato; come tutti i suoi stretti parenti (i metriorinchidi), Cricosaurus possedeva zampe trasformate in strutture simili a pagaie, e le zampe anteriori erano particolarmente corte. Le apofisi vertebrali delle ultime vertebre caudali erano allungate, e sostenevano un lembo carnoso superiore; la coda, quindi, possedeva una vera e propria pinna caudale simile a quella dei pesci. Il muso di Cricosaurus era sottile e allungato, più sottile rispetto a quello di forme contemporanee come Geosaurus. Cricosaurus era caratterizzato da denti aguzzi e piuttosto compressi lateralmente, anche se in alcune specie la sezione era subcircolare e in altra subrettangolare. I denti erano dotati di due carene basse. La superficie delle ossa dermiche del cranio era generalmente liscia, e le orbite erano grandi quanto le finestre sopratemporali. La mandibola era dotata di una sinfisi bassa, e le narici esterne erano separate da un septum osseo premascellare, con le narici che terminavano dietro al secondo alveolo mascellare. Il tubero del calcagno era assente o vestigiale, mentre la parte prossimale del primo metatarso era molto ingrandita.

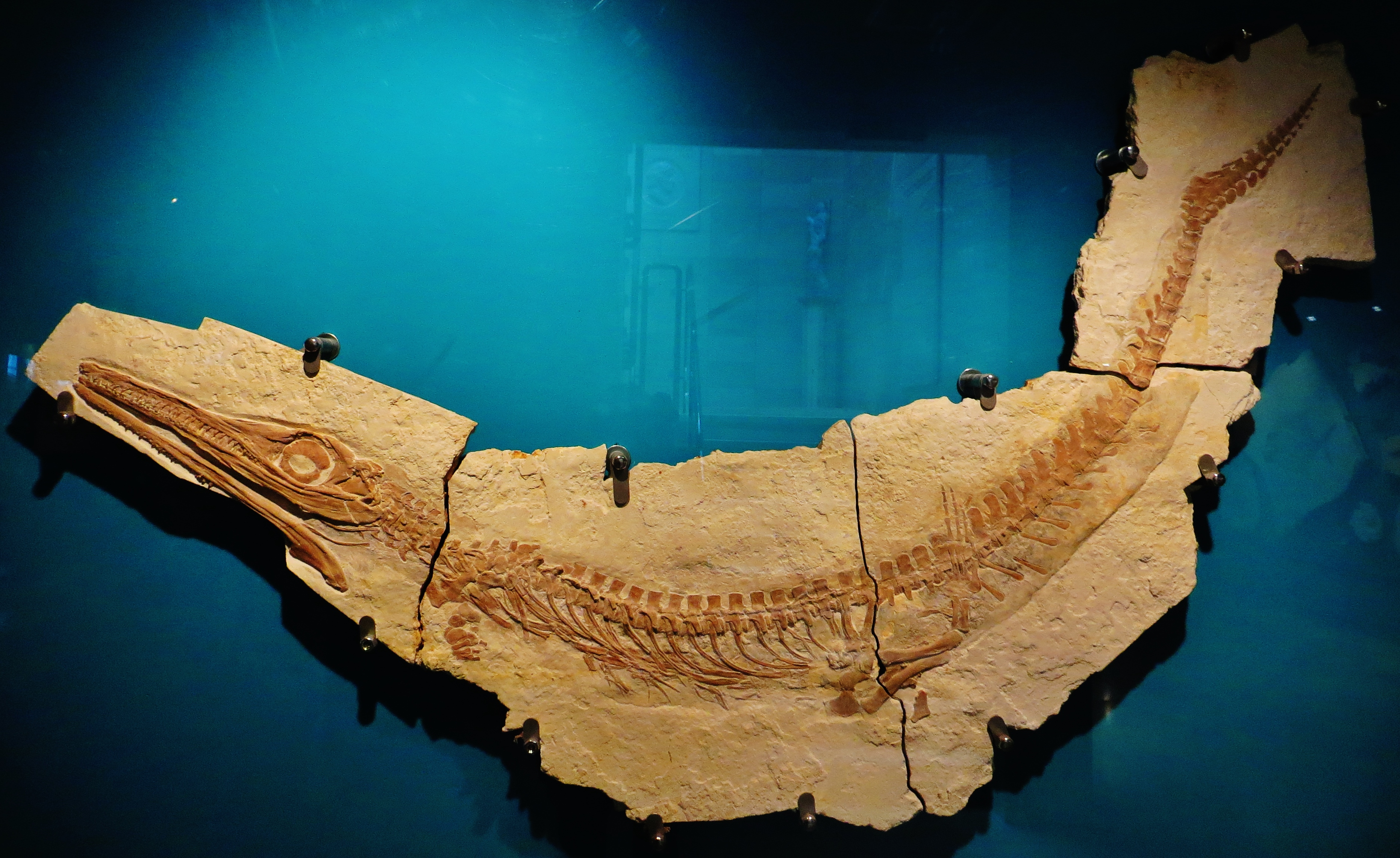
Fossile di Cricosaurus suevicus

## Classificazione
Il genere Cricosaurus venne istituito nel 1858 da Wagner, per accogliere la specie "Stenosaurus" elegans, descritta dallo stesso Wagner sei anni prima. Al genere Cricosaurus sono state attribuite varie specie: oltre alla specie tipo Cricosaurus elegans, del Titoniano della Germania, sono conosciute C. lithographicus, C. bambergensis e C. suevicus (sempre della Germania), C. araucanensis dell'Argentina e C. vignaudi del Giurassico superiore del Messico, originariamente attribuito al genere Geosaurus.
Cricosaurus è un membro dei metriorinchidi, un gruppo di crocodilomorfi talattosuchi estremamente adattato alla vita marina; in particolare, Cricosaurus sembrerebbe essere un membro del clade Metriorhynchinae, comprendente le forme più gracili. Una forma molto simile, e a volte confusa con Cricosaurus, è Rhacheosaurus.

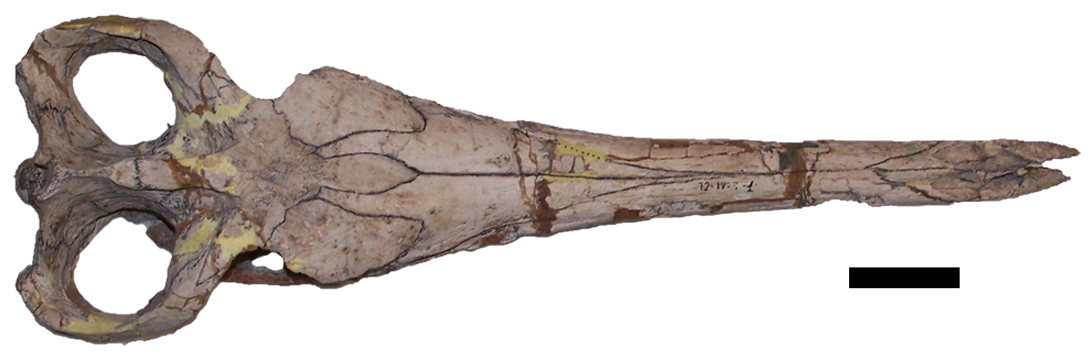
Cranio di Cricosaurus araucanensis

## Paleobiologia
Il corpo snello di Cricosaurus doveva essere altamente idrodinamico, e la coda dotata di pinna era molto utile per manovrare in acqua. 

### Ghiandole del sale
Un esame di alcuni esemplari fossili di Cricosaurus araucanensis ha mostrato che sia i giovani che gli adulti di questa specie erano dotati di ghiandole del sale ben sviluppate. Ciò significa che questi animali erano in grado di "bere" acqua salata dalla nascita (necessaria per un animale pelagico) e mangiare le prede che avevano la stessa concentrazione di ioni dell'acqua circostante (ad esempio i cefalopodi) senza disidratarsi (Fernandez e Gasparini, 2000; Fernandez e Gasparini, 2008). Anche l'affine Metriorhynchus era provvisto di ghiandole del sale almeno negli esemplari adulti. 

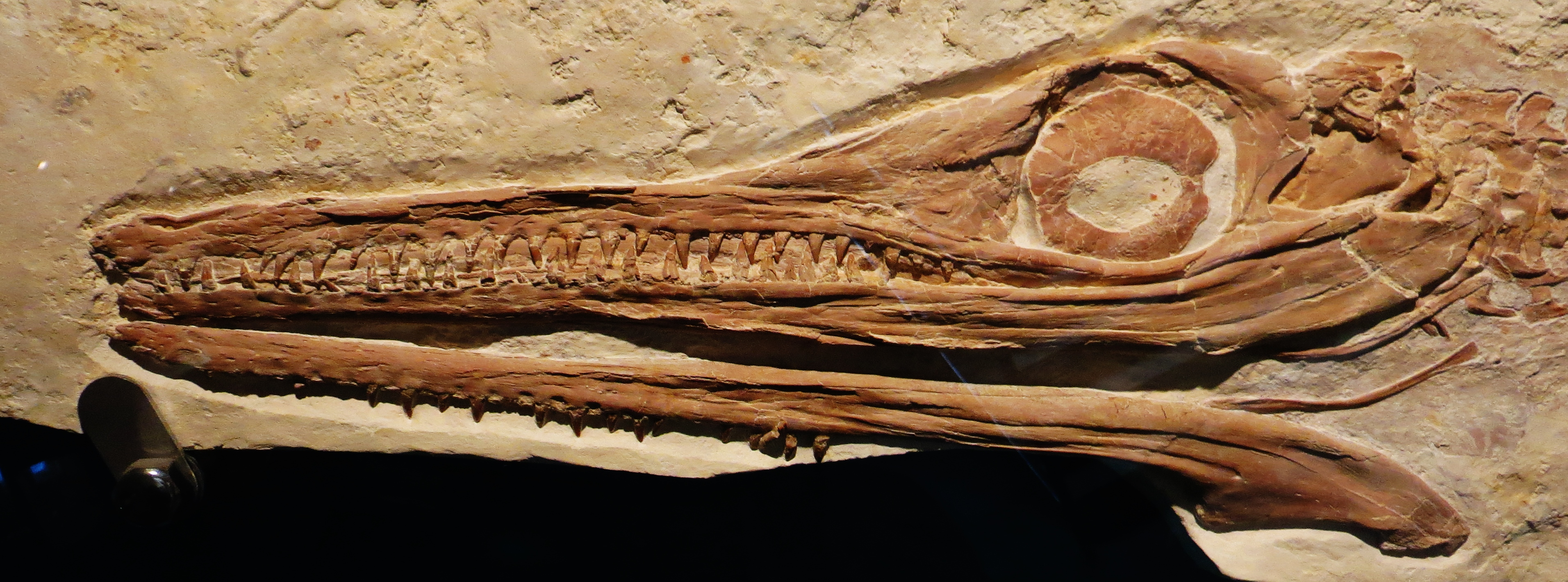
Cranio di Cricosaurus suevicus

### Nicchia ecologica
Alcune specie di metriorinchidi sono note attraverso resti fossili rinvenuti nella formazione Mörnsheim (nella zona di Solnhofen in Germania): Cricosaurus suevicus, Dakosaurus maximus, Geosaurus giganteus e Rhacheosaurus gracilis. Si è ipotizzato che la suddivisione di nicchie ecologiche garantisse la coesistenza di diverse forme di crocodilomorfi marini. I superpredatori di questa formazione sembrerebbero essere stati D. maximus e G. giganteus, grandi specie dal muso corto e dai denti seghettati. C. suevicus e R. gracilis, invece, possedevano un muso allungato e dovevano nutrirsi prevalentemente di pesci, anche se il più snello Rhacheosaurus potrebbe essersi specializzato verso prede più piccole. Era inoltre presente un altro crocodilomorfo teleosauride, Steneosaurus.

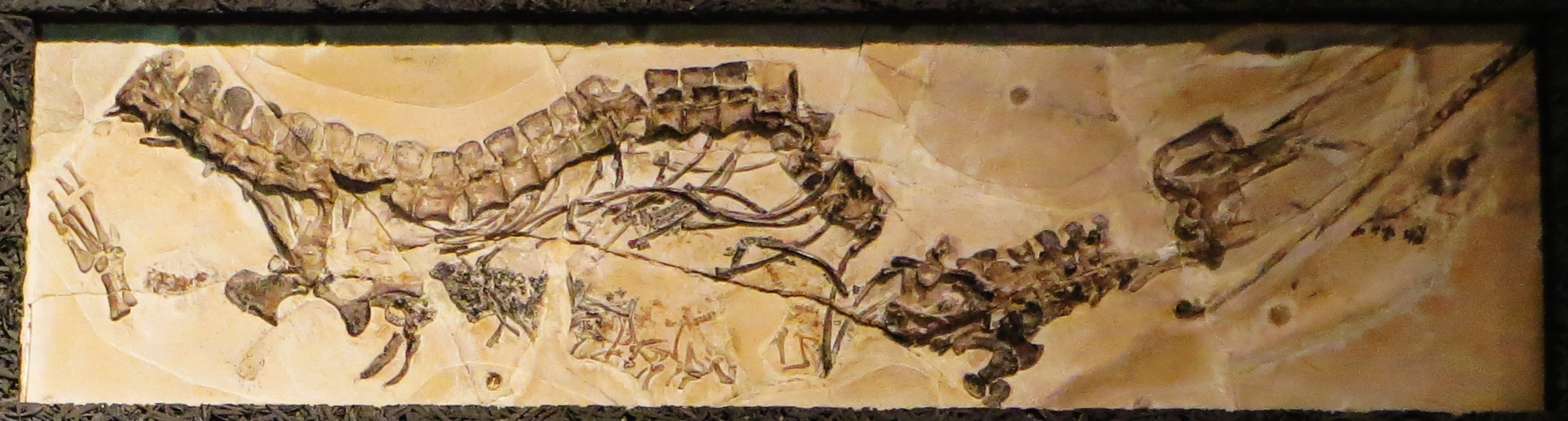
Fossile di Cricosaurus suevicus

### Possibile viviparità
Il bacino di C. araucanensis contiene diverse caratteristiche che concorrono a creare un'apertura pelvica insolitamente grande. L'acetabolo, ovvero la cavità per l'alloggio del femore nel bacino, era posta molto al di sotto della colonna vertebrale, e le costole sacrali erano piegate all'ingiù con un angolo di 45°; in questo modo la distanza tra la colonna vertebrale e l'ischio-pube era ulteriormente accresciuta. Il bacino era a tutti gli effetti una sorta di ellisse verticale in sezione; in altri crocodilomorfi affini, come Steneosaurus, Machimosaurus e Pelagosaurus, le costole sacrali erano più orizzontali. Cricosaurus era più simile, in questo aspetto, ad altri rettili acquatici come Chaohusaurus, Utatsusaurus e Keichousaurus, di cui si suppone la viviparità; è probabile quindi che anche Cricosaurus fosse ovoviviparo (Herrera et al., 2013).